# Feliks Rokicki
Feliks Rokicki, także Rokiski (ur. 27 lipca 1816 na Podolu, zm. przed 1880 na Kubie) – uczestnik powstania listopadowego, generał w służbie hiszpańskiej.

## Życiorys
Był synem Piotra (ziemianina) i Marianny z Jabłońskich. W powstaniu listopadowym dosłużył się stopnia podporucznika ułanów, następnie przebywał na emigracji w Besançon. W 1834 wstąpił do Legii Cudzoziemskiej, w szeregach której był sierżantem. Od 1835 służył w Hiszpanii w czasie wojny domowej po stronie regentki Marii Krystyny. Awansował do stopnia porucznika; wyróżnił się w kilku bitwach, m.in. pod Villatuerta, Huesca, Santa Cruz de Campeza (1836–1837), otrzymał kilka odznaczeń bojowych. W 1838 przeszedł pod komendę hiszpańską z utrzymaniem stopnia.
Kontynuował karierę wojskową do 1867, pełniąc m.in. funkcje prokuratorskie i kwatermistrzowskie. Publikował na łamach gazet konserwatywnych. W 1867 odszedł z armii, ale powrócił rok później i należał do zwolenników generała Juana Prima. W 1873 został awansowany na pułkownika. W 1874 przeniesiony na Kubę, zmarł tam kilka lat później, krótko po awansie na generała brygady.
Był żonaty (od 1867) z Marią de Rivas Pensado, miał dwóch synów (Jose i Luisa).
Źródła:
- Jan Kieniewicz, Feliks Rokicki, [w:] Polski Słownik Biograficzny, tom XXXI, 1989